# 정림동
정림동(正林洞)은 대전광역시 서구 남쪽에 있는 법정동, 행정동이다. 이 동과 가수원동 사이에는 갑천이 흐르고 있으며, 이 동을 지나는 계백로를 따라 호남선 철도가 지나간다.

## 역사
1914년 충청남도 대전군 유천면에 편입되었으며, 1935년에 대덕군 유천면 정림리로 변경되었다. 1963년 대전시 서부출장소에 편입되었고, 1977년 충남 대전시 중구 도마동 법정동으로, 1988년 서구 도마2동으로 관할이 변경되면서 기존 가수원동 관할에 있던 법정동 괴곡동의 갑천 동쪽 지역이 도마2동 관할에 편입되었다. 이듬해 대전직할시 서구 도마2동 법정동으로 바뀌고, 1992년 도마 2동에서 분동하여 정림동 행정동으로 승격되면서 정림동 전역과 괴곡동 일부를 관할하게 되었다. 1995년 상위 행정구역 대전직할시가 대전광역시로 변경되었다.

## 법정동
- 정림동(正林洞)
- 괴곡동(槐谷洞) 일부

## 시가지 구성
이지역은 전형적인 소규모 배드타운으로 정림동 중심을 남북으로 관통하는 정림로를 중심으로 서부지역은 아파트단지로 동부지역은 상업지구와 단독주택 빌라등으로 되어 있다. 계백로 남쪽으로 시가지가 나있으며 북부지역은 산지와 대전화장장이 조성되어있다. 그리고 갑천변은 무궁화공원으로 조성되어있다.

## 소재 학교
- 정림초등학교 (정림동)
- 수미초등학교 (괴곡동)
- 정림중학교 (괴곡동)

## 아파트
| 단지명                       | 건설사          | 시행사                      | 주소 | 입주              | 비고                  |
| ---------------------------- | --------------- | --------------------------- | ---- | ----------------- | --------------------- |
| 포레나 대전 월평공원 (1단지) | 한화㈜ 건설부문 | ㈜교보자산신탁 케이엠개발㈜ |      | 2026년 5월 (예정) | 2단지는 도마동에 소재 |